# Heinrich Mark
Heinrich Mark va néixer l'1 d'octubre de 1911 a Krootuse, Parròquia de Kõlleste, actualment el Comtat de Põlva, Estònia. Va morir el 2 d'agost de 2004 a Estocolm, Suècia.
Va ser Primer Ministre en funcions del president de la República d'Estònia, a partir de l'1 de març de 1990 fins al 6 d'octubre de 1992, va ser l'últim cap d'Estat d'Estònia a l'exili, abans que la independència d'Estònia fos restaurada el 1991.
Durant tota la seva etapa política va ocupar diversos càrrecs. Va ser Secretari d'Estat (1953-1971), Primer Ministre interí (1971-1990), Ministre de Guerra (1971-1973) i ministre del govern estonià a l'exili (1971-1990).
Va estudiar a Võru, es va graduar del Seminari de Professors de Tartu. El 1933-1938 va estudiar al departament jurídic de la Universitat de Tartu.
Entre 1938 i 1940 va ser mestre d'escola primària. El 1940, l'advocat assessor jurídic de P. Joseph de Tartu, el 1941-1943, un advocat a Tallinn. El 1940, després de l'ocupació d'Estònia va ser secretari de la Universitat de Tartu durant un curt període, a l'esquerra en la recomanació del rector Hans Kruus. El 1940, posi a una candidatura per a les eleccions Riigivolikogu com a candidat alternatiu a la Unió Popular d'Estònia de Treball, es va eliminar de la llista de candidats. Més tard es va amagar a Estònia, va escapar a Finlàndia el 1943, va ser un dels organitzadors de l'Oficina d'Estònia (una organització exili estonià) i assistent de l'editor en cap de les "Malevlane" (diari dels estonians de l'Exèrcit finlandès).
El 1944 es va traslladar a Suècia, on va ser assistent en el Comitè Nacional d'Estrangers. Entre 1945 i 1956, va ser president del grup de treball d'educació del Comitè estonià, des de 1954 fins a 1975 Director de l'Oficina i el president adjunt del Comitè estonià, entre 1975 i 1982 President del Comitè estonià, des de 1982 President Honorari del Comitè estonià i Secretari General del Consell Nacional d'Estònia entre 1951 i 1979.